# Aeranti-Corallo
Aeranti-Corallo è un'associazione di categoria italiana di secondo livello, costituita da Aeranti e da Associazione Corallo, che rappresenta radio e tv locali (analogiche e digitali), radio e tv via satellite e via internet, agenzie di informazione radiotelevisiva e concessionarie di pubblicità del settore radiotelevisivo.

## Storia
L'associazione è stata costituita nel settembre 1998 con la denominazione di "Coordinamento AER-ANTI-CORALLO". Le tre sigle costituenti il Coordinamento erano l'AER (Associazione Editori Radiotelevisivi), l'ANTI (Associazione nazionale teleradio indipendenti) e il CORALLO (Consorzio Radiotelevisioni Libere Locali). 
Obiettivo primario era quello di garantire un'ampia rappresentanza al settore dell'emittenza televisiva e radiofonica locale, sia commerciale, sia comunitaria. Il 5 giugno 2001, con l'unificazione delle associazioni AER e ANTI (da quel momento in poi Aeranti), l'associazione ha modificato la propria denominazione nell'attuale Aeranti-Corallo
Aeranti-Corallo aderisce, a livello confederale, alla Confcommercio.
Nell'ambito della sua attività, l'associazione si è impegnata per l'emanazione di norme specifiche per la crescita e lo sviluppo dell'emittenza locale. Ha stipulato con la Federazione Nazionale Stampa Italiana (FNSI), il Contratto collettivo nazionale di lavoro per i giornalisti operanti nell'emittenza locale. La prima stipula di tale contratto risale al 3 ottobre del 2000,l'ultima il testo sottoscritto dalle parti l'8 marzo 2017, scaduto il 31 dicembre 2018.
Aeranti-Corallo è interlocutore della Presidenza del Consiglio dei Ministri, del Ministero dello sviluppo economico (già Ministero delle Comunicazioni), dell'Autorità per le garanzie nelle comunicazioni, dei Corecom, del Parlamento e delle Regioni.
Ha sottoscritto a Roma, in data 4 giugno 2002, il Codice di autoregolamentazione in materia di televendite e spot di televendita di beni e servizi di astrologia, di cartomanzia ed assimilabili, di servizi relativi ai pronostici concernenti il gioco del lotto, enalotto, superenalotto, totocalcio, totogol, totip, lotterie e giochi similari.
Ha sottoscritto a Roma, in data 29 novembre 2002, il Codice di autoregolamentazione Tv e Minori, approvato dall'assemblea plenaria della Commissione per l'assetto del sistema radiotelevisivo presso il Ministero delle Comunicazioni il 5 novembre 2002. Ha sottoscritto a Roma, in data 25 luglio 2007, il Codice di autoregolamentazione sportiva denominato Codice media e sport.
Ha sottoscritto a Roma, in data 21 maggio 2009, il Codice di autoregolamentazione in materia di rappresentazione di vicende giudiziarie nelle trasmissioni radiotelevisive.
Durante la fase di passaggio alle trasmissioni televisive in tecnica digitale l'associazione ha partecipato ai tavoli tecnici istituiti presso l'Agcom e al lavori del CNID – Comitato nazionale Italia Digitale, assistendo le imprese associate. In ambito radiofonico, ha stipulato con Rai Way, il 31 luglio 2007, un accordo di cooperazione finalizzato alla realizzazione di un progetto comune di transizione alla radiofonia digitale terrestre. In tale contesto, è stata realizzata congiuntamente una sperimentazione radiofonica digitale terrestre Dab+ e Dmb nelle aree di Venezia e di Bologna, i cui risultati sono stati resi noti in una pubblicazione edita congiuntamente. Segue la fase di avvio delle trasmissioni radiofoniche digitali Dab+. Ha costituito la ARD – Associazione per la Radiofonia Digitale in Italia, assieme a Rai Way e a Radio Nazionali Associate.
Dal 2006 organizza annualmente il RadioTv Forum, nell'ambito del quale vengono realizzati convegni, seminari e workshop sulle tematiche di attualità del settore. 
Dal 1998 pubblica il periodico “TeleRadioFax”, quindicinale di aggiornamento sulle problematiche del settore radiotelevisivo.
Dal 2023 pubblica “TeleRadioMagazine”, supplemento del “TeleRadioFax”, un mensile di approfondimento sulle problematiche del settore radiotelevisivo
Nel 2024 ha pubblicato lo studio "L'emittenza radiofonica e televisiva locale in Italia - Analisi 2024"

## Organigramma
L'organo amministrativo di Aeranti-Corallo è il Comitato esecutivo. Lo stesso è composto da Marco Rossignoli (che è il coordinatore e legale rappresentante di Aeranti-Corallo nonché presidente di Aeranti) e da Franco Mugerli (che è il Presidente dell'Associazione Corallo, succedendo a Luigi Bardelli, scomparso nel 2024).

## Rappresentanza
Aeranti-Corallo è rappresentata nei seguenti organismi:
- Comitato per l'applicazione del codice di autoregolamentazione Media e Minori;
- Comitato per l'applicazione del codice di autoregolamentazione in materia di rappresentazione di vicende giudiziarie nelle trasmissioni radiotelevisive;
- Commissione per le provvidenze editoria alle imprese radiofoniche presso la Presidenza del Consiglio dei Ministri;
- Commissione per le provvidenze editoria alle imprese televisive locali presso la Presidenza del Consiglio dei Ministri;
- Commissione per l'equo compenso nel lavoro  giornalistico autonomo presso la Presidenza del Consiglio dei Ministri;
- Comitato tecnico di Auditel
- Consiglio di Amministrazione e Comitato Tecnico di ERA - Editori Radiofonici Associati (giàTavolo Editori Radio srl)[6]
- Consiglio di Amministrazione e Comitato Tecnico di Audiradio srl

## Partecipazioni
Aeranti-Corallo è socia di:
- ERA - Editori Radiofonici Associati srl (già Tavolo editori radio srl)[7]
- Tivù srl